# Pánuco de Coronado
Pánuco de Coronado è un comune del Messico, situato nello stato di Durango.